# Der Tod im Topf

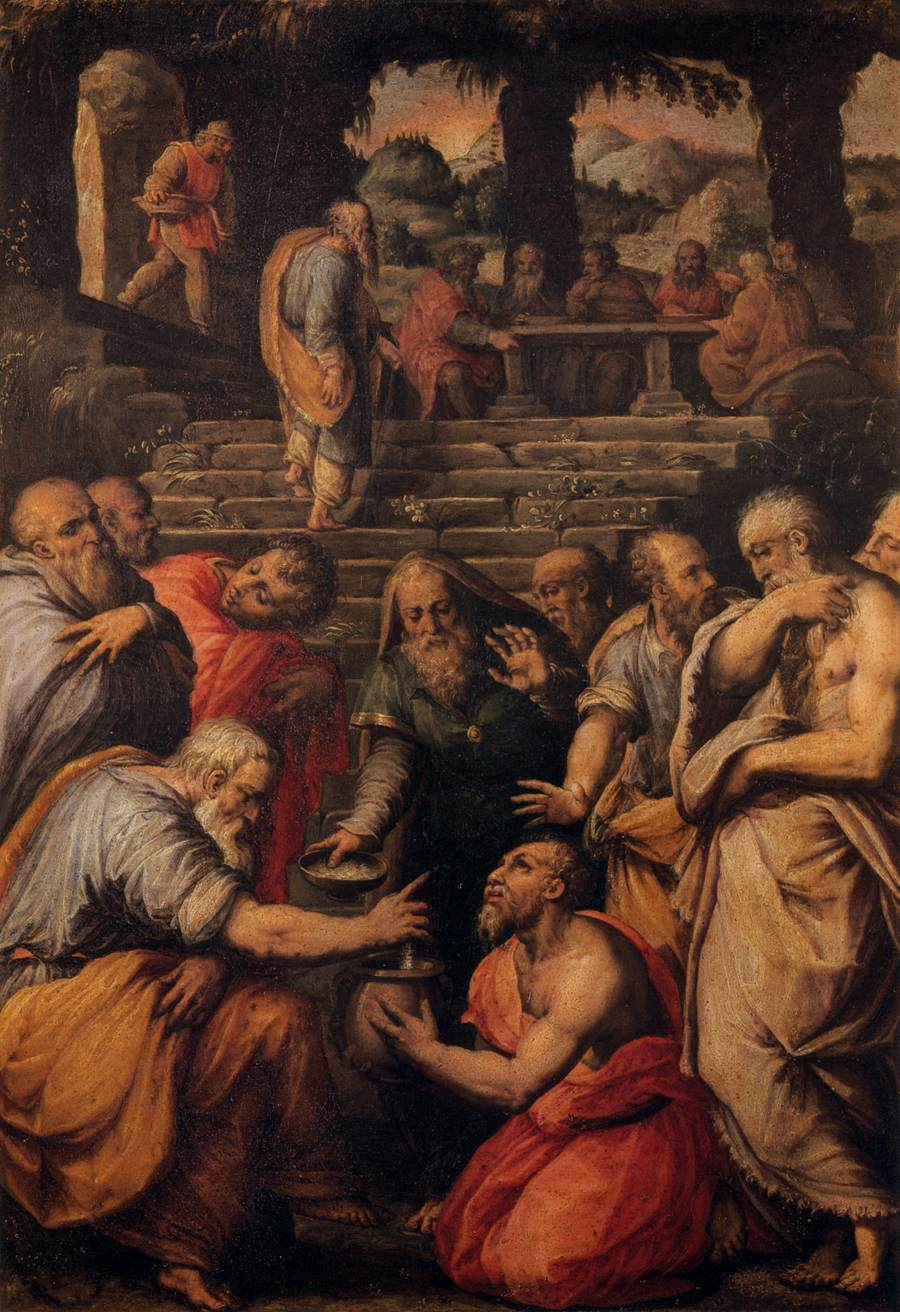
Elischa macht den verdorbenen Eintopf mit Mehl genießbar (Giorgio Vasari, 1566)

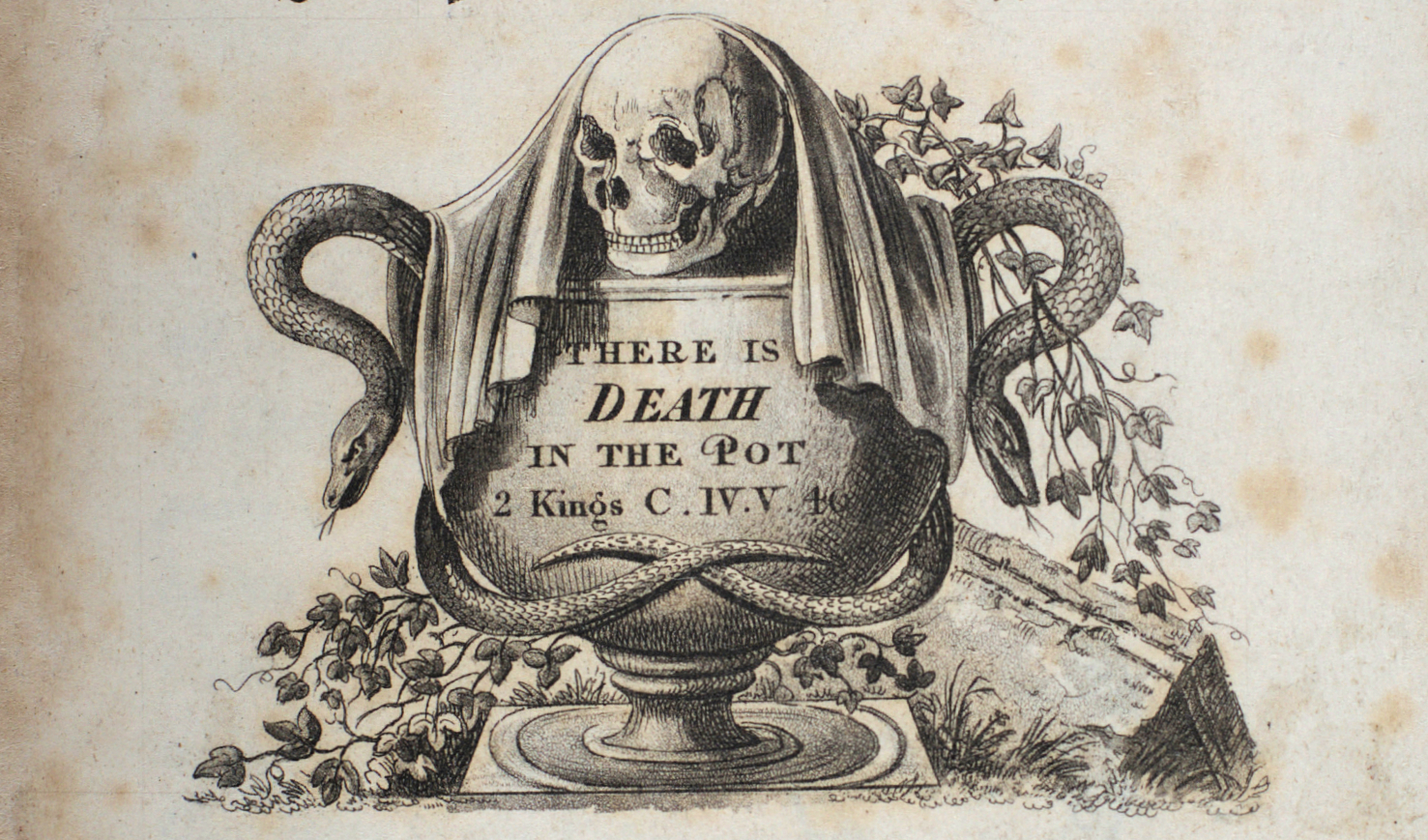
Detail der Titelseite von Accums Traktat gegen Lebensmittelverfälschung (1820)

Der Tod im Topf ist ein in der Bibel erwähntes ungenießbares Gericht. Es ist sprichwörtlich, auch in seiner lateinischen Form (mors in olla).

## Biblische Erzählung
In 2 Kön 4,38–41  wird von der Nahrungssuche während einer Hungersnot erzählt. Schauplatz der Handlung ist die Gegend von Gilgal, ein Ort, der im unteren Jordantal, in der Nähe von Jericho, vermutet wird. Dort hat sich um den Propheten Elischa eine Gemeinschaft gesammelt, die ein einfacher Lebensstil verbindet. „In der Einöde des unteren Jordantals muss die Prophetenschar ihr Essen förmlich zusammensuchen.“ Elischa lässt einen großen Topf aufstellen, in dem ein Gemüseeintopf für die ganze Gruppe gekocht werden soll. Ein Schüler sammelt Zutaten und entdeckt ein wildes Rankengewächs, das er nicht kennt und dessen Früchte er für essbar hält. Er bringt sie mit, schneidet sie in den Eintopf und verdirbt damit das Essen für alle, da die Früchte ungenießbar sind.
Beim gemeinsamen Essen reagieren die Schüler entsetzt auf den bitteren Geschmack: „Mann Gottes, der Tod im Topf!“ Elischa streut Mehl in den Eintopf, worauf die Mahlzeit wunderbarerweise genießbar wird. Die Meinung des Erzählers ist nicht, dass Mehl einen vergifteten Eintopf essbar macht, sondern dass Elischa Wunder wirken kann und sich dazu des Mehls bedient. Bei dem Gift handelt es sich vermutlich um Cucurbitacine.

## Auslegungsgeschichte
Bereits die Vulgata identifizierte die ungenießbare Zutat (hebräisch פַּקּוּעָה paḳḳu‘ah) mit der melonenähnlichen, insofern attraktiv aussehenden, Frucht der Koloquinte. David Kimchi schrieb, die paḳḳu‘ot seien kleine bittere Kürbisse, auf Arabisch hießen sie ḥānṭūl. Das entspricht dem heutigen arabischen Namen der Koloquinte.
Martin Luther übernahm diese Deutung in seine Bibelübersetzung: Der Prophetenschüler „fand wilde Rancken / vnd las dauon Colochinten sein kleid vol / vnd da er kam / schneit ers ins Töpffen zum Gemüse…“ (Vers 39b in der Biblia Deudsch 1545)
Eine klassische pietistische Interpretation – in der Tradition des vierfachen Schriftsinns – bietet Johann Arndt: Der eingangs erwähnte Hunger sei ein Hunger nach dem Wort Gottes. Die „hungrigen Seelen“ suchten etwas Nahrhaftes, aber sie fänden nur „Colochinten / giftige Aepffel / Menschenlehr von Menschen erdacht / welche wol ein schön Ansehen hat … aber wann man es essen will / so ist es gifftig und bitter / und ist keine rechte Speise und Trost drinnen…“

## Sprichwörtliche Verwendung

### Tod im Hafen
Das oberdeutsche Äquivalent für Topf ist Hafen. Im hochdeutschen Sprachraum wurde lateinisch mors in olla zuerst sprichwörtlich in der Fassung: „Der tod ist im hafen, das ist der tod kan weder gesähen noch griffen werden.“ So bereits 1494 in Sebastian Brants Narrenschiff (30,28): „Worlich, der dot im hafen steckt.“
Die Zürcher Bibel von 1531 übersetzte die Wendung 2 Kön 4,40: „Der Tod ist im Hafen“, und erst im 18. Jahrhundert wurde Hafen in dieser Bibelausgabe durch Topf ersetzt. Davon leitet sich wahrscheinlich die schweizerdeutsche Redewendung „Bleich sin (usg’seh) wie der Tod im Häfeli“ her.

### Tod in Töpfen
„Topf“ ist ein ostmitteldeutsches Wort, das durch Luthers Bibelübersetzung eine überregionale Verbreitung fand. Luther bevorzugte anfangs und so auch in 2 Kön 4,40 die thüringische Form „Töpfen“, während er später bei der Übersetzung der Prophetenbücher und der Apokryphen der böhmisch-obersächsischen Sprachnorm folgte und „Topf“ schrieb.
Als Predigtmotiv fand der „Tod in Töpfen“ Aufnahme in die Kirchenmusik, so im Rezitativ in Georg Philipp Telemanns Kantate für das Osterfest „Weg mit Sodoms gift’gen Früchten“ (TWV 1:1534), Hamburg 1726: „Wie sollt ich da, wo Not und Tod in Töpfen, Vergnügen schöpfen?“
In der Kantate Wer nur den lieben Gott lässt walten von Johann Sebastian Bach heißt es im Rezitativ Denk nicht in deiner Drangsalshitze: „Der sich mit stetem Glücke speist, bei lauter guten Tagen, muss oft zuletzt, nachdem er sich an eitler Lust ergötzt, ‚Der Tod in Töpfen‘ sagen.“
In dieser Form, nicht als „Tod im Topf“, ist die Formulierung beispielsweise auch Goethe, dem das schwere Merseburger Bier das „Gehirn verdüsterte“, geläufig: „Das Merseburger Bier schmeckt mir nicht. Bitter wie der Tod in Töpfen.“

## Kulturgeschichte
Die alte Identifikation von hebräisch פַּקּוּעָה paḳḳu‘ah mit der Koloquinte (Citrullus colocynthis) ist auch heute allgemein üblich. Das Fruchtfleisch der Koloquinte hat eine stark abführende Wirkung. Der bittere Geschmack verhindert einen versehentlichen Verzehr der Koloquinte, wie die biblische Geschichte zeigt. Die Samen sind allerdings essbar und wurden in Notzeiten von Beduinen zu Mehl vermahlen, um als Hungerbrot gebacken zu werden. Im modernen Staat Israel ist die Art besonders im Jordantal bei Bet Schean, im südlichen Negev und der Arava häufig.
Carl von Linné benannte ein anderes Kürbisgewächs, das traditionell ebenfalls mit der biblischen Pflanze identifiziert wurde, als Cucumis prophetarum (Prophetengurke). Diese Art ist im unteren Jordantal, am Toten Meer und in der Arava häufig.

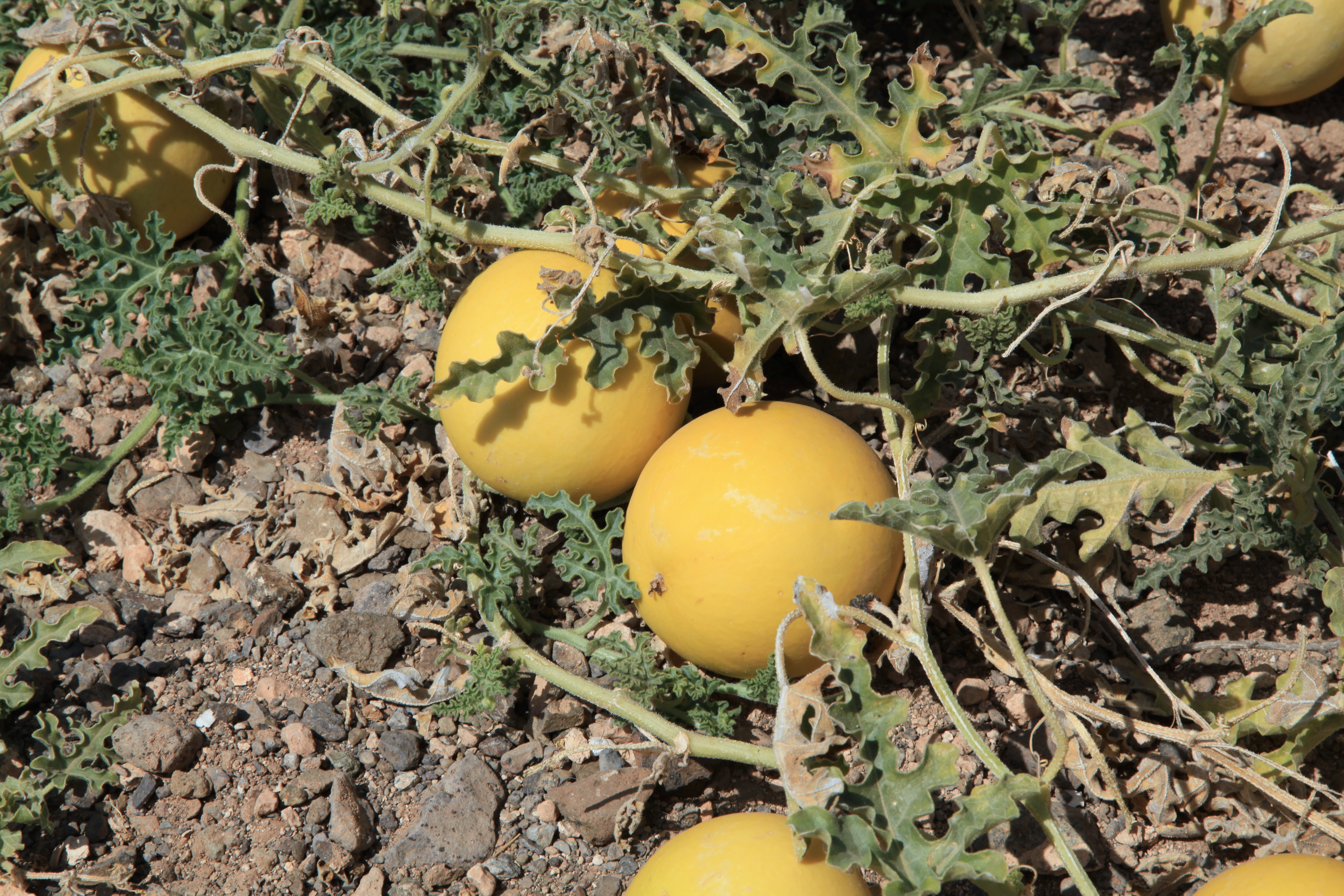
Koloquinten
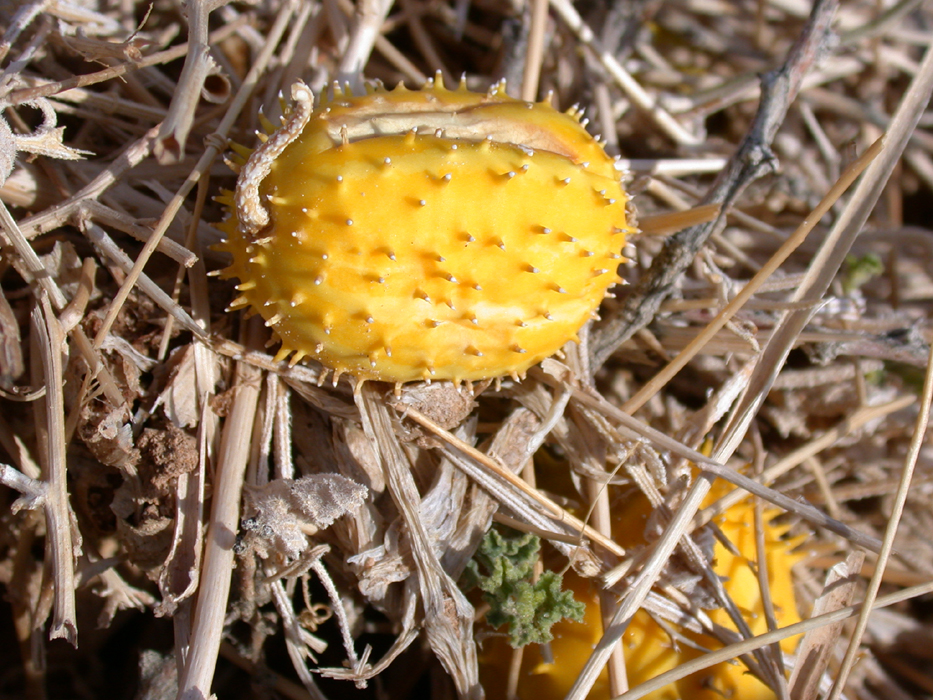
Prophetengurke

Der Chemiker Friedrich Accum kämpfte im frühen 19. Jahrhundert gegen Lebensmittelverfälschungen. Seine Schrift Treatise on adulterations of food and culinary poisons (1820) zierte ein Titelbild mit dem „Tod im Topf“.

## Trivia
„Der Tod im Topf“ war 2001 Titel einer Sonderausstellung im Stadtmuseum Memmingen, die sich den Ausgrabungen (Urnengräbern) im römischen Gräberfeld von Oberpeiching widmete.